# Orphium frutescens
Orphium frutescens là một loài thực vật có hoa trong họ Long đởm. Loài này được (L.) E. Mey. mô tả khoa học đầu tiên năm 1838.